# شاخص آرتی‌اس

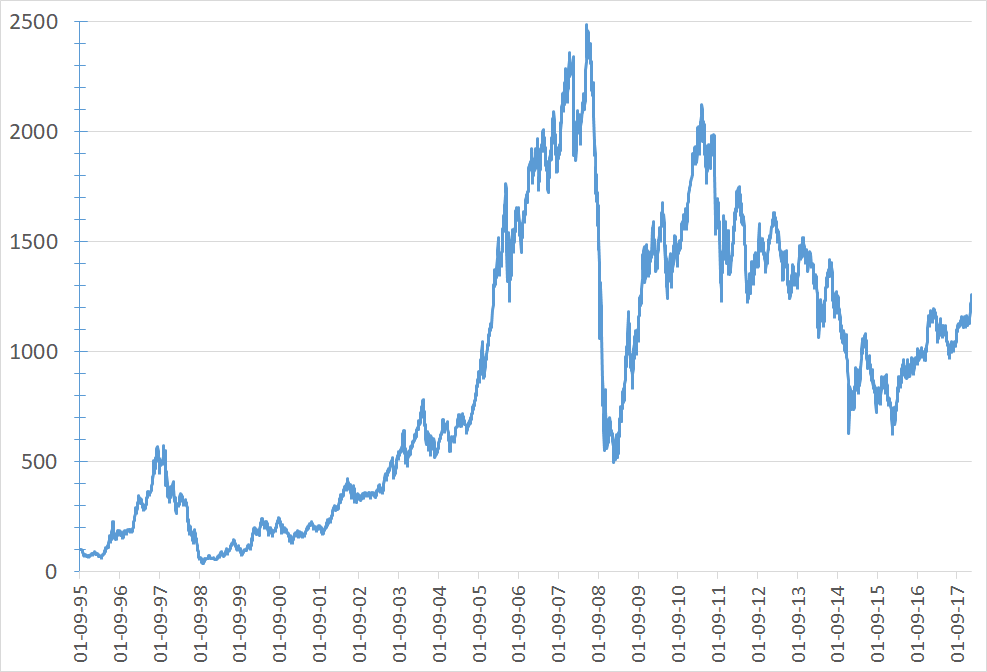
شاخص RTS از سپتامبر 1995 تا ژانویه 2018

شاخص آرتی‌اس (انگلیسی: RTS Index) شاخص بازار بورس مسکو است، که در سال ۱۹۹۵ راه‌اندازی شد و هم‌اکنون از ۵۰ شرکت تشکیل می‌شود.